# Стейнауер (Небраска)
Стейнауер (англ. Steinauer) — селище (англ. village) в США, в окрузі Поні штату Небраска. Населення — 59 осіб (2020).

## Географія
Стейнауер розташований за координатами 40°12′26″ пн. ш. 96°13′58″ зх. д. / 40.20722° пн. ш. 96.23278° зх. д. (40.207289, -96.232901).  За даними Бюро перепису населення США в 2010 році селище мало площу 0,35 км², уся площа — суходіл.

## Демографія
Згідно з переписом 2010 року, у селищі мешкало 75 осіб у 34 домогосподарствах у складі 19 родин. Густота населення становила 215 осіб/км².  Було 41 помешкання (117/км²).
Расовий склад населення:
| - 98,7 % — білих |

До двох чи більше рас належало 1,3 %. Частка іспаномовних становила 0,0 % від усіх жителів.
За віковим діапазоном населення розподілялося таким чином: 16,0 % — особи молодші 18 років, 54,7 % — особи у віці 18—64 років, 29,3 % — особи у віці 65 років та старші. Медіана віку мешканця становила 47,5 року. На 100 осіб жіночої статі у селищі припадало 82,9 чоловіків;  на 100 жінок у віці від 18 років та старших — 90,9 чоловіків також старших 18 років.
Середній дохід на одне домашнє господарство  становив 43 622 долари США (медіана — 31 667), а середній дохід на одну сім'ю — 63 079 доларів (медіана — 53 750). За межею бідності перебувало 13,3 % осіб, у тому числі 12,5 % дітей у віці до 18 років та 17,4 % осіб у віці 65 років та старших.
Цивільне працевлаштоване населення становило 25 осіб. Основні галузі зайнятості: освіта, охорона здоров'я та соціальна допомога — 20,0 %, фінанси, страхування та нерухомість — 12,0 %, сільське господарство, лісництво, риболовля — 12,0 %.